# I buchi neri
I buchi neri è un film del 1995 diretto da Pappi Corsicato.

## Trama
Adamo, un giovane allegro e stravagante, torna dopo diversi anni nella sua città natale. Senza lavoro, accetta l'offerta di un suo amico d'infanzia e viene assunto nella sua ditta di trasporti. Nel frattempo conosce Angela, una prostituta, e se ne innamora. Un giorno la salva da un tentativo di rapina e la ragazza si invaghisce di lui. Adamo però si dimostra alquanto diverso da come Angela lo immaginava, infatti è un guardone incallito e non perde occasione per spiare coppie che amoreggiano nei prati. Angela accetta la particolarità di Adamo e ne diventa la sua musa, offrendogli numerose occasioni per "soddisfarsi". Adamo involontariamente provoca la morte di un giovane: dopo pochi giorni, un enorme uovo compare su una vicina collina. Da quel momento Angela e le sue colleghe prostitute diventano testimoni di fatti inspiegabili.